# بندر بورسلي
بندر بورسلي هو لاعب كرة قدم كويتي يشغل مركز الجناح الأيمن مع نادي نادي كاظمة، ويُشارك أيضًا في صفوف منتخب الكويت الوطني، وبرز خاصة خلال منافسات كأس الخليج السابع والعشرين.

## المسيرة الرياضية
برز بورسلي كعنصر فاعل في تشكيلة كاظمة، ويتميّز بالسرعة والتمركز الجيد في مركز الجناح الأيمن، ما مكّنه من تحقيق ثقة الجهاز الفني وإسهامه في تحقيق نتائج جيدة مع الفريق.

## مشاركات دولية
شارك في صفوف منتخب الكويت خلال بطولة كأس الخليج، حيث ظهر في تصريحات إعلامية تحضيرية قائلًا: "نحن مستعدون وفي أتم الجاهزية لمواجهة البحرين" قبل مباراة نصف النهائي.

## الوقائع التأديبية
قررت لجنة الانضباط في الاتحاد الكويتي لكرة القدم توقيف بورسلي لمباراتين عقب طرده في مواجهة نادي النصر، بناءً على مخالفته الانضباطية في الملعب.